# Guo Jie
Dans ce nom, le nom de famille précède le nom personnel.
Guo Jie, né le 16 janvier 1912 et mort le 15 novembre 2015, est un athlète chinois spécialiste du lancer du disque.
Il a participé aux Jeux olympiques d'été de 1936 à Berlin, ce qui faisait de Guo Jie le plus ancien participant à des Jeux olympiques. Honoré en Chine pour ce record, il avait hérité du surnom respectueux de "fossile vivant de l'olympisme".

## Biographie
Guo Jie meurt le 15 novembre 2015 à l'âge de 103 ans,,,,,,,.